# ビンソン県
ビンソン県（ビンソンけん、ベトナム語：Huyện Bình Sơn / 縣平山?）は、ベトナム社会主義共和国クアンガイ省の県。面積は426.78km²、人口は182,150人（2018年）である。

## 行政区画
1市鎮24社から構成される。